# Schildkrötenspion
Schildkrötenspion ist ein Pseudonym für den dänischen Architekten Poul Morell Nielsen (1919–1990), der während des Zweiten Weltkriegs unter deutscher Besatzung in Dänemark für den dänischen Widerstand und die Briten spionierte. Seine Spionagetätigkeit wird als die sorgfältigste und genaueste militärische Spionagetätigkeit des Zweiten Weltkriegs in Europa angesehen.
Der junge Student Poul Morell Nielsen arbeitete für die deutschen Besatzer und entwarf für sie die einzigartigen Tarnbunker der Festung Thyborøn. Gleichzeitig kopierte er sämtliche entworfenen Pläne und leitete sie an den dänischen Widerstand und die Briten weiter.